# クロスカントリー (列車運行会社)

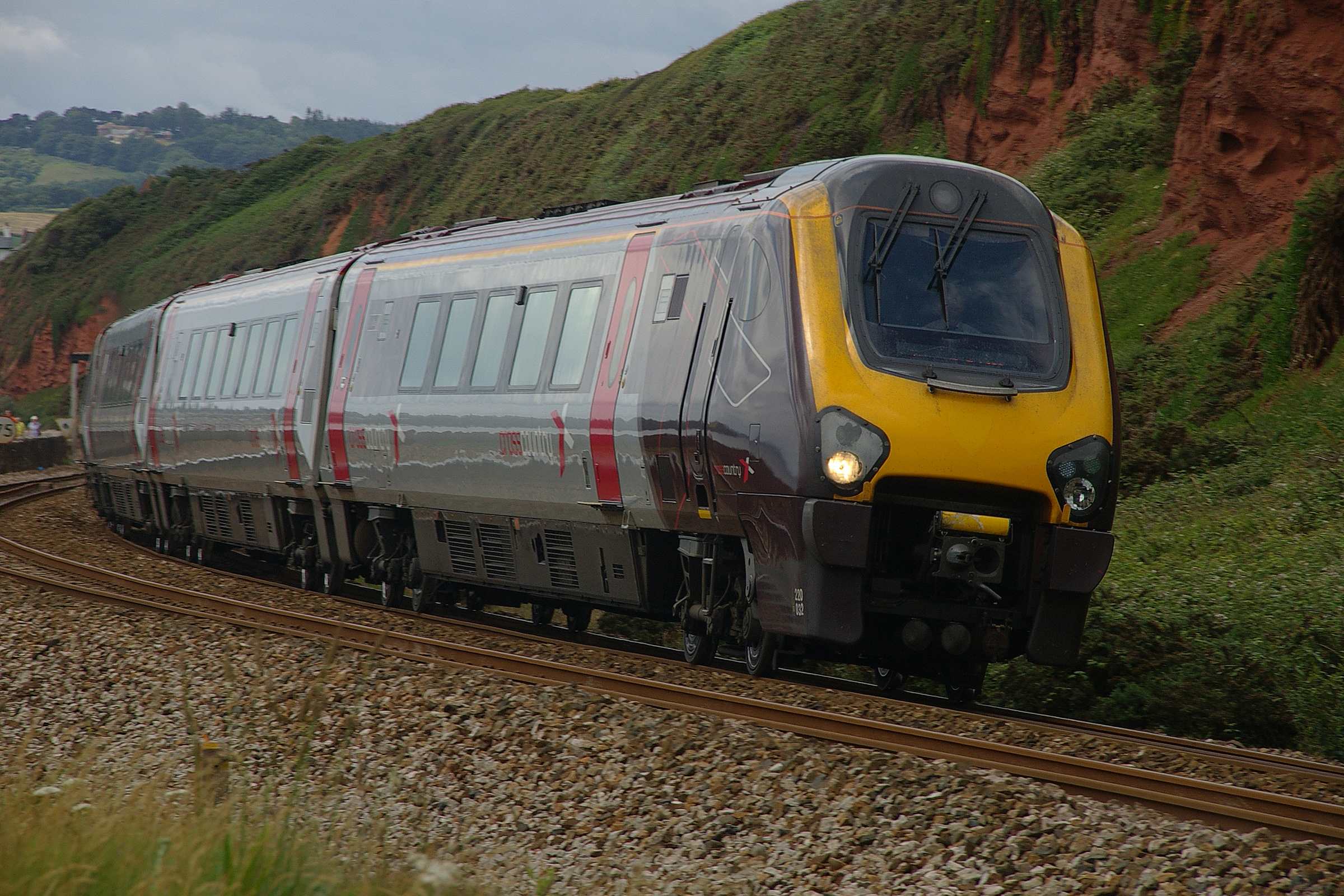
220系気動車「ボイジャー」

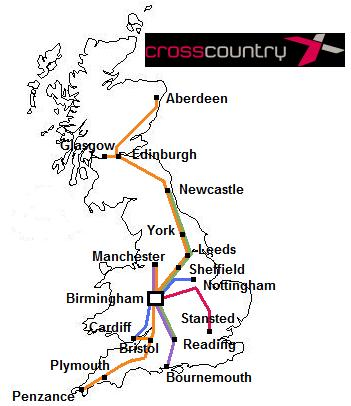
運行系統図

クロスカントリー（CrossCountry）は、アリーヴァ社傘下のイギリスの列車運行会社である。2007年11月11日にヴァージン・クロスカントリーより運営権を継承し発足、2019年11月9日までの営業権を保有している。
運行範囲はスコットランド北東部のアバディーンからイングランド南西部のペンザンスまでをカバーしており、イギリスの列車運行会社としては最も長い運営路線網を有している。長距離列車を中心に運行しており、いずれの系統もバーミンガム・ニューストリート駅を経由する構成となっている。

## 運行系統
基本的な運行系統は以下のとおり。
- プリマス - エディンバラ
- レディング - ニューカッスル
- ブリストル - マンチェスター
- ボーンマス - マンチェスター
- カーディフ - ノッティンガム
- バーミンガム - ノッティンガム
- バーミンガム - スタンステッド空港
- バーミンガム - レスター

## 使用車両
- HST
- 170形「ターボスター」
- 220形「ボイジャー」
- 221形「スーパーボイジャー」